# Parlamentswahl in Frankreich 1993
Die Parlamentswahl in Frankreich 1993 fand am 21. und 28. März 1993 statt. 
Gewählt wurden alle Abgeordneten der Nationalversammlung, dem Unterhaus im Zweikammersystem  Frankreichs. Es war deren zehnte Legislaturperiode seit Beginn der Fünften Republik. 
An der ersten Wahlrunde nahmen 68,91 Prozent der Wahlberechtigten teil, an der zweiten 67,55 Prozent. Die Wahl brachte einen erdrutschartigen Sieg der Mitte-rechts-Parteien RPR und UDF, die zusammen mehr als vier Fünftel der Sitze in der Nationalversammlung einnahmen. Anschließend kam es zur zweiten Cohabitation: Der Sozialist François Mitterrand blieb Staatspräsident, aber der Neo-Gaullist Édouard Balladur führte ein konservativ-liberales Kabinett.

## Kontext
François Mitterrand (PS) hatte nach der Präsidentschaftswahl 1981 auch die Präsidentschaftswahl 1988 gewonnen. Seine zweite siebenjährige Amtszeit (Septennat) währte bis 1995. Während seiner Regierungszeit hatten bereits drei Parlamentswahlen stattgefunden: im Juni 1981, im März 1986 und im Juni 1988. Seit dem Beginn der zweiten Amtszeit hatte es bereits drei Regierungen gegeben: eine unter Michel Rocard von 1988 bis 1991, eine unter Édith Cresson bis 1992 und eine unter Pierre Bérégovoy seit März 1992.
Mitterrand hatte Cresson nach schwachen Wahlergebnissen der Linken bei den Kantonal- und Regionalwahlen zum Rücktritt veranlasst; Wirtschaftsminister Bérégovoy war ihr Nachfolger geworden. Bérégovoy hatte versprochen, die Korruption zu bekämpfen. Damals waren zahlreiche hohe Funktionäre der Parti socialiste und anderer linker Parteien der Korruption verdächtig, zum Beispiel Henri Emmanuelli (Präsident der Nationalversammlung von Januar 1992 bis April 1993) und Bernard Tapie (zwei Mal Minister im Kabinett Bérégovoy). Aufgrund von Justizaffären war allerdings auch Bérégovoy bald in die Kritik geraten. Zudem nahm die Arbeitslosigkeit zu und es kam zu einer wirtschaftlichen Rezession.
Die beiden wichtigsten Oppositionsparteien RPR und UDF war beide intern über das Referendum zur Ratifikation des Vertrags von Maastricht zerstritten: Während Jacques Chirac, Édouard Balladur und Alain Juppé (alle RPR) sowie Valéry Giscard d’Estaing, Alain Madelin und François Bayrou (alle UDF) sich für Ratifikation eingesetzt hatten, hatten Charles Pasqua, Philippe Séguin, François Fillon (alle RPR) und Philippe de Villiers (UDF) Wahlkampf für ein „Nein“ gemacht. Dennoch trat das Mitte-rechts-Lager geschlossen als Union pour la France zur Wahl an und konnte diese letztlich für sich entscheiden.
In Folge der Wahl kam es zu einer Cohabitation mit Mitterrand als Präsident und Balladur als Premierminister.

## Erste Runde

### Beteiligung
|                   | Anzahl     | % der Wahlberechtigten |
| ----------------- | ---------- | ---------------------- |
| Eingeschriebene   | 38.968.660 | 100                    |
| Wähler            | 26.796.142 | 68,93                  |
| Nichtwähler       | 12.108.483 | 31,07                  |
| ungültige Stimmen | 1.417.984  | 5,28                   |
| gültige Stimmen   | 25.378.158 | 94,72                  |

### Ergebnisse
| Partei                               | Stimmen   | Stimmanteil bezogen auf alle Wahlberechtigten in Prozent | Stimmanteil bezogen auf die gültigen Stimmen in Prozent |
| ------------------------------------ | --------- | -------------------------------------------------------- | ------------------------------------------------------- |
| Extreme Linke                        | 423.282   | 1,09                                                     | 1,67                                                    |
| PCF                                  | 2.331.399 | 6,00                                                     | 9,19                                                    |
| PS                                   | 4.415.495 | 11,36                                                    | 17,40                                                   |
| andere Parteien der Linken           | 693.945   | 1,78                                                     | 2,73                                                    |
| Les Verts                            | 1.022.196 | 2,63                                                     | 4,03                                                    |
| Génération écologie                  | 917.228   | 2,36                                                     | 3,61                                                    |
| Nouvelle écologie                    | 635.244   | 1,63                                                     | 2,50                                                    |
| Andere Umweltparteien                | 141.645   | 0,36                                                     | 0,56                                                    |
| RPR                                  | 5.032.496 | 12,94                                                    | 19,83                                                   |
| UDF                                  | 4.731.013 | 12,16                                                    | 18,64                                                   |
| Nationalisten                        | 70.920    | 0,18                                                     | 0,28                                                    |
| Regionalisten                        | 16.747    | 0,04                                                     | 0,07                                                    |
| andere Parteien der Rechten          | 1.118.032 | 2,88                                                     | 4,41                                                    |
| FN                                   | 3.152.543 | 8,10                                                     | 12,42                                                   |
| andere Parteien der extremen Rechten | 35.411    | 0,09                                                     | 0,14                                                    |
| Andere                               | 329.275   | 0,85                                                     | 1,30                                                    |

## Zweite Runde

### Wahlbeteiligung
|                                  | Anzahl     | %     |
| -------------------------------- | ---------- | ----- |
| im Wählerverzeichnis registriert | 33.714.568 | 100,0 |
| Wähler                           | 22.775.879 | 67,55 |
| Nichtwähler                      | 10.938.689 | 32,44 |
| leere oder ungültige Wahlzettel  | 2.159.346  | 6,40  |
| gültige Stimmen                  | 20.616.533 | 61,15 |

### Ergebnisse
| Partei                      | Stimmen   | Stimmanteil bezogen auf alle Wahlberechtigten in Prozent | Stimmanteil bezogen auf die gültigen Stimmen in Prozent |
| --------------------------- | --------- | -------------------------------------------------------- | ------------------------------------------------------- |
| PCF                         | 951.213   | 2,82                                                     | 4,61                                                    |
| PS                          | 6.143.179 | 18,22                                                    | 29,80                                                   |
| Umweltparteien              | 37.491    | 0,11                                                     | 0,18                                                    |
| RPR                         | 5.741.623 | 17,03                                                    | 27,85                                                   |
| UDF                         | 5.178.039 | 15,35                                                    | 25,12                                                   |
| Andere Parteien der Rechten | 588.455   | 1,74                                                     | 2,85                                                    |
| FN                          | 1.168.160 | 3,46                                                     | 5,67                                                    |

## Zusammensetzung der Nationalversammlung
- PCF: 23
- PS: 57
- Unabh.: 2
- Republique et liberté: 23
- UDF: 215
- RPR: 257

Zusammensetzung der Nationalversammlung nach dem zweiten Wahlgang. Später änderten sich die Zahlen etwas, z. B. durch Nachwahlen oder Parteiübertritte. 
| Fraktion                                   | Mitglieder | Apparentés | Total | %     |
| ------------------------------------------ | ---------- | ---------- | ----- | ----- |
| RPR                                        | 245        | 12         | 257   | 44,54 |
| UDF                                        | 213        | 2          | 215   | 37,26 |
| Sozialisten                                | 52         | 5          | 57    | 9,88  |
| République et liberté (DVD, MRG, MDC, MDR) | 23         | 0          | 23    | 3,99  |
| Kommunisten                                | 22         | 1          | 23    | 3,99  |
| Unabhängige                                | 2          | -          | 2     | 0,35  |
| Total                                      | 577        | -          | -     | 100 % |